# رابرت ساتون
رابرت ساتون (انگلیسی: Robert Sutton; ۲۷ آوریل ۱۹۱۱ – ۱۳ سپتامبر ۱۹۷۷) قایقران قایق بادبانی اهل ایالات متحده آمریکا بود.